# Ik (voornaamwoord)
Ik is in het Nederlands een persoonlijk voornaamwoord, in de regel gebruikt als de spreker uitsluitend zichzelf in de onderwerpsvorm wil aanduiden. De overeenkomende voorwerpsvorm is mij of me. De vorm wij is de meervoudige tegenhanger van ik. 

## Vorm en klank
In de spreektaal wordt vaak alleen een /k/ uitgesproken:
- 'k Ga mee!,

die onder invloed van een naburige klank ook als de stemhebbende /g/ kan klinken:
- 'k Ben thuis!

Daartegenover staat in de spreektaal een nadrukkelijke vorm, ikke:
- Nou, ikke niet hoor!
- "Wie doet 't?" "Ikke!"

Ikke wordt ook wel schertsend of als kindertaal gebezigd.

## Speciaal gebruik
Enkele bijzondere gevallen:

#### Ellips
Het elliptische gebruik van ik kan moeilijkheden opleveren. Onervaren sprekers gebruiken soms mij als onderwerp van de zin, en hoewel dat op het eerste gezicht verbazend kan lijken, maken de volgende voorbeelden het aannemelijker. Het gaat daarbij om zogenaamde elliptische zinnen. Dit soort zinnen zijn vaak van het type waarbij een "gat" optreedt doordat een reeds gebruikte woordgroep niet wordt herhaald:
- George begrijpt Merel beter dan ik.
- George begrijpt Merel beter dan mij.

Beide zinnen zijn correct, en in dit soort constructies valt wel te achterhalen waar het gat is gelaten, en dus ook welke zin moet worden gebruikt. Men doet dit door het gelaten "gat" op te vullen met de correcte woorden:
- George begrijpt Merel beter dan ik Merel begrijp. (ik is onderwerp van het "gat".)
- George begrijpt Merel beter dan George mij begrijpt. (mij is lijdend voorwerp van het "gat".)

De twee alternatieve interpretaties werken als contrast, en maken juist daardoor het betekenisverschil duidelijk.
Wel hebben sprekers moeite met constructies als 
- Pierre is langer dan ik.

Er is nu geen alternatieve constructie met een andere betekenis, en hier kan dus geen betekenisverschil als test fungeren. De enig juiste interpretatie is, als men het "gat" opvult:
- Pierre is langer dan ik ben.

Toch wordt in zo'n zin vaak mij gebruikt, terwijl ik toch het onderwerp is van het "gat".

#### Verdubbeling
In sommige regiolecten, met name in Vlaanderen (West- en Oost-Vlaanderen) en Brabant, komt het onderwerp ik in een enkelvoudige zin tweemaal voor. Ook de drievoudige vorm van ik wordt daar soms aangetroffen: 
- Dat weet ik ik niet...
- Da hem ekik ni gevraagd.
- Ik zal ekik ook 'ns komen.

Dit is geen alternatieve vorm van het woord: die vorm blijft "ik", maar hij wordt twee- of driemaalmaal gebruikt. Het betreft dus geen variant van de woordvorm, maar van de zinsbouw.

### Ik als zelfstandig naamwoord
Soms fungeert het woord ik niet als onderwerp van de zin. In de psychologie en in de verhaaltheorie wordt het woord ik nog gebruikt, vaak in zelfnoemfunctie, om naar de centrale, belevende instantie te verwijzen. Vaak valt dit onmiddellijk op doordat we dan van het ik (psychologie) of van de ik (verhaaltheorie) spreken.
- Hij begon het eigen ik te voelen. (de eigen identiteit)
- Altijd zat dat ik me in de weg. (die zelfzucht van mij)
- De ik is een vrouw die haar hele wereld in scherven ziet vallen. (de ik-figuur in het verhaal, degene door wiens ogen we zien, wier gedachten we te lezen krijgen).

In deze gevallen fungeert het woord ik niet langer als voornaamwoord: door zijn zelfnoemfunctie is het een zelfstandig naamwoord geworden. Dit blijkt ook uit de zinsbouw: er kan nu een lidwoord (de, het), een voornaamwoord (dat) of een andere bepaling (eigen) aan worden verbonden.

## Gebruiksregels
Maar het gebruik van woorden, en zeker van een persoonlijk voornaamwoord als ik, wordt niet alleen door regels van grammatica bepaald. Er zijn ook overwegingen die met de communicatie tussen personen te maken hebben, en in die communicatie kan gekozen worden voor velerlei varianten. Men kan zichzelf buiten schot willen houden; men kan bescheiden willen zijn; men kan een zakelijke boodschap willen overbrengen of juist een sociaal-emotionele band willen benadrukken. 
In al deze gevallen is het gebruik van het voornaamwoord onderhavig aan pragmatische overwegingen. De taalsituatie bepaalt wat aanvaardbaar is en wat niet, en dit is mede van de cultuur en van de sociale verhoudingen afhankelijk. Het gebruik van het woord ik is hier geen kwestie van taalbeheersing op grammaticaal en lexicaal niveau, maar van conventies omtrent sociaal aanvaard taalgebruik. Die conventies zijn regels of afspraken, en vaak worden ze geheel onbewust gehanteerd.

### Transactie en interactie
Het persoonlijk voornaamwoord ik is de meest directe manier waarop men over zichzelf kan spreken of schrijven. Daardoor is het zeer functioneel, maar tegelijkertijd is het met verbodsbepalingen omgeven.
Het woord is uiterst functioneel in talige transacties: dat zijn mededelingen die bedoeld zijn een uitspraak over de werkelijkheid te doen, informatie te verschaffen:
- Ik hou niet meer van jou.

Maar taal heeft ook een interactionele functie, erop gericht de relatie tussen de deelnemers te bewaken:
- Ik groet u.

De tweede opmerking zal de toehoorder geen nieuwe inzichten geven, in tegenstelling tot de eerste. Pas als iemand bij zijn vertrek niet groet, blijkt het nut van de interactie. Men mist iets, "Waarom zei-die nou niks?" Als zo'n interactionele uiting wordt gedaan, is zij vaak geruststellend: alles is in orde, want de spreker gedraagt zich volgens de regels, hij doet niet vreemd, nors of zwijgzaam.

### Taboe en afstandelijkheid
Zelfs het gebruik van het woord "ik" kan aldus een interactionele waarde krijgen. Wie vaak het woord "ik" gebruikt, of dikwijls met het woord "Ik" begint, kan geacht worden zichzelf meer centraal te stellen dan sociaal gewenst is. Maar wie het juist erg weinig gebruikt, kan de indruk wekken dat hij in algemeenheden vervalt, wellicht om zich niet bloot te geven, zich te verschuilen. Het is sterk van de situatie afhankelijk hoe het veelvuldig - of spaarzaam - gebruik van ik wordt opgevat.

### Ikin volgpositie
- Nederlandstalige kinderen leren wel dat ze niet met het woord "ik" mogen beginnen als ze een aantal personen opsommen. Je hoort jezelf als laatste te noemen:

We gaan met z'n drieën, Anna, Bert en ik.
- Dit is cultuurgebonden. In het Nederlands was het lang ongepast een brief te beginnen met het woord, terwijl dat in het Engels geheel aanvaard is.

### Derde persoon vervangtik
- Er zijn culturen waarin men tegen een hooggeplaatste vooral niet het woord "ik" gebruikt, omdat dat veel te vrijpostig zou zijn. In ouder Maleis duidde men zichzelf tegenover de vorst aan als hamba, "(uw) slaaf". Nu nog wordt in wat formeler situaties in die taal de naam gebruikt in plaats van de persoonlijke voornaamwoorden (zowel in eerste als tweede persoon).
- Deze manier om over zichzelf te spreken schept afstand: doordat men in de derde persoon spreekt, treedt men een stapje van zichzelf weg.
- In de westerse cultuur kan die afstand een wat sentimenteel, bestudeerd effect opleveren:

Lieve vader, lieve moeder, uw zoon schrijft u om u te laten weten...
- De derdepersoonsafstandelijkheid  kan ook een gekunstelde indruk maken, en tot stijlregisters leiden die nog meer de aandacht trekken dan het gebruik van "ik" zou hebben gedaan:

ondergetekende (zeer formeel, soms zelfs gezwollen)
deze jongen (zeer gemoedelijk, soms zelfs oubollig).

### Tweede persoon vervangtik
Een geheel ander soort afstandelijkheid wordt bereikt met het woord je:
Tja, je wilt toch wat betekenen voor je medemens!
Als je de bal zo slecht aangespeeld krijgt, kun je hem nooit goed doorgeven aan de spits.
In beide gevallen wordt hier het woord je in algemene zin gebruikt, als equivalent van men. Het is vergelijkbaar met het je in "Je weet maar nooit". Alleen, in deze gevallen verwijst het niet naar mensen in algemene zin, maar wel degelijk naar de spreker zelf. De generalisatie schept echter ook hier een zekere afstand van de spreker tot zichzelf: hij spreekt over zichzelf alsof het een algemene wet gold, voor iedereen toepasselijk, en zijn mededeling wordt daardoor wat minder persoonlijk, wat minder intiem. Dit gebruik van je kan voor mededelingen gebruikt worden die een positief standpunt over het eigen ik impliceren (zoals in het eerste voorbeeld); maar ook in mededelingen die (voorbeeld twee) verontschuldigend zijn bedoeld.
Juist in de emotionele situatie van de psychotherapie is dit gebruik van de tweede persoon een middel om zich te distantiëren. In de therapie wordt de cliënt wel gestimuleerd dichter bij de eigen beleving te komen door dit "je" te vervangen door "ik". Soms is dat in het dagelijkse taalgebruik van de cliënt constateerbaar: uit zijn taaldaden blijkt dat hij heeft geleerd zich te corrigeren:
Ja, daar ben je... daar was ik toch wel kapot van!
Het komt voor dat dit zelfcorrigerend gedrag weer vervlakt naarmate de therapie langer geleden heeft plaatsgevonden. De ex-cliënt keert dan weer terug naar het gebruik van "je". 

### Meervoud
Soms wordt ook we of wij gebruikt: wel weer eerste persoon, maar dan meervoud, en dus opnieuw afstandelijker. Het gebruik kan vrij neutraal zijn (voorbeeld 1), maar kan ook camoufleren dat de spreker in zijn eentje is (voorbeeld 2):
Nou, dat zullen we dan nog eens zien!
Wij /Ons bedrijf stelt/stellen u in staat optimaal van uw wooncomfort te genieten.
In het laatste geval kan dit gebruik een gewrongen en onduidelijke indruk maken, als de toehoorder beseft dat er één persoon is bedoeld.
Zie verder: pluralis modestiae.

## Etymologie
In alle Germaanse talen komen vormen voor die verwant zijn aan het Nederlandse ik, en ook worden verwante woorden aangetroffen in de meeste andere Indo-Europese talen. De k-klank varieert hier met min of meer aanverwante klanken in andere talen, zoals de g (Engels: good) en de ch (Duits: sicher) en de c (Engels: chess):
- in het Duitse ich;
- in het Engelse I: dat laatste was in het Oudengels ic, aanvankelijk uitgesproken als "ik", later als "itj", en de tj-klank is weggevallen;
- ook in het Deense en Noorse jeg sleet de slotmedeklinker in de uitspraak weg;
- terwijl die slotmedeklinker in het Zweeds een /g/ werd: "jag".

Die /g/ valt ook te ontdekken in niet-Germaanse talen:
- in het Griekse: ἐγὡ ("ego");
- en in het Latijnse: ego, vanwaar het, via een overgangsvorm eyo, evolueerde tot
- het Spaanse yo
- en het Franse je.

Wie nog verder teruggaat, vindt:
- in het Sanskriet ahám.

## Varia
- Een van de eerste boeken in de westerse literatuur waarvan de tekst begon met "ik" was de roman Robinson Crusoe van Daniel Defoe. Met deze verteltechniek suggereerde de auteur dat Robinson een waar bestaand persoon was en zijn avonturen waargebeurd zouden zijn.[1]